# 1758
1758 (MDCCLVIII) var ett normalår som började en söndag i den gregorianska kalendern och ett normalår som började en torsdag i den julianska kalendern.

## Händelser

### Juli
- 6 juli – Sedan Benedictus XIV har avlidit den 3 maj väljs Carlo della Torre di Rezzonico till påve och tar namnet Clemens XIII.

### September
- 26 september – Svenskarna besegras av preussarna i slaget vid Tarnow.
- 28 september – Svenskarna besegrar preussarna i slaget vid Fehrbellin.

### Oktober
- 14 oktober – I Sverige utkommer Norrköpings Tidningar med sitt första nummer.[1]

### Okänt datum
- Under Europeiska sjuårskriget sänds förstärkningar på 7.000 man från Sverige, med hjälp av franska subsidier.
- De svenska trupperna når nästan Berlin, men tvingas tillbaka, eftersom utrustningen är dålig och underhållet inte fungerar. Dessutom fungerar inte samarbetet med Ryssarna, på grund av ömsesidig misstro. Svenska hären drivs därför tillbaka till Stralsund där den innesluts.
- Kemisten Axel Fredrik Cronstedt skapar en mineralogi som bygger på mineralernas kemiska sammansättning. Med hjälp av den så kallade blårörsanalysen kan han göra en snabb och grov bestämning av mineralernas kemiska struktur. Denna mineralogi kommer att ersätta Johan Gottschalk Wallerius' mineralogi både nationellt och internationellt.
- Mariebergs porslinsfabrik grundas i Stockholm.
- Holländaren Erasmus Mulder kommer till Sverige efter att ha flytt från Nederländerna. Han kommer att leda sedeltillverkningen i det nyinrättade Tumba bruk.
- Johan Pasch blir svensk hovintendent.
- Jamphel Gyatso blir Dalai Lama.

## Födda
- 20 januari – Marie-Anne Pierrette Paulze, fransk kemist.
- 12 februari – Sir David Ochterlony, angloindisk militär.
- 9 mars – Franz Joseph Gall, tysk läkare, frenologins grundläggare.
- 28 april – James Monroe, amerikansk politiker, USA:s president 1817–1825.
- 29 april – Georg Carl von Döbeln, svensk general.
- 6 maj – Maximilien Robespierre, fransk revolutionspolitiker.
- 29 juni – Clotilde Tambroni, italiensk professor.
- 31 juli - Rosalie de Constant, schweizisk naturalist.
- 29 september – Lord Horatio Nelson, brittisk sjömilitär.
- 16 november – Peter Andreas Heiberg, dansk författare.
- 20 november – Abraham B. Venable, amerikansk politiker.

## Avlidna
- 8 april - Louise-Anne de Bourbon, fransk prinsessa.
- 3 maj – Benedictus XIV, född Prospero Lorenzo Lambertini, påve sedan 1740.
- 20 maj – Henric Benzelius, svensk ärkebiskop sedan 1747.
- 27 augusti – Barbara av Portugal, spansk drottning.
- 20 november – Johan Helmich Roman, svensk kompositör.
- Carlo de Dominicis, italiensk arkitekt.

### Fotnoter
1. ↑  ”Kungl. Bibliotekets elektroniska version av Bernhard Lundstedt Sveriges periodiska litteratur, post I:70”. Arkiverad från originalet den 9 augusti 2010. https://web.archive.org/web/20100809061143/http://www.kb.se/Sverigesperiodiskalitteratur/1/1_70.htm.